# Gigante naranja

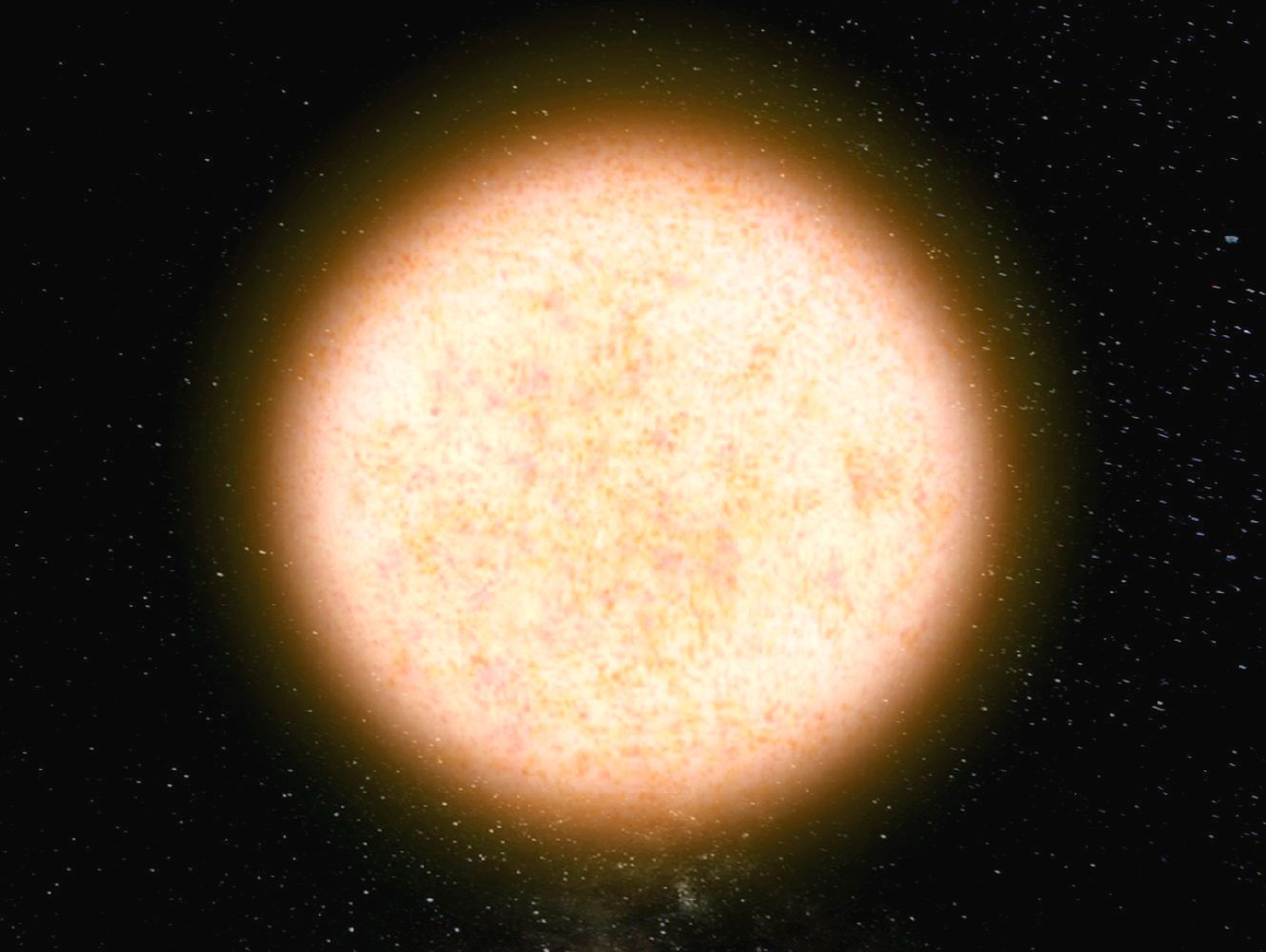
Representación de una gigante naranja.

Una gigante naranja o gigante de tipo K es una estrella gigante de tipo espectral K y clase de luminosidad III. Mientras que las enanas naranjas (estrellas de la secuencia principal de tipo  K) tienen temperaturas superficiales entre 3900 y 5200 kélvines (K), las gigantes naranjas son entre 100 y 400 K más frías. Típicamente tienen una luminosidad entre 60 y 300 veces la luminosidad solar. Las estrellas de masa  entre 0,8 y 10 masas solares en un momento de su evolución se transforman en estrellas gigantes que pasan la mayor parte de esta etapa en el tipo espectral K; durante esta instancia, en sus núcleos tiene lugar la fusión nuclear del helio en carbono y oxígeno.
Arturo (α Bootis), con magnitud aparente -0,04, es la gigante naranja más brillante en el firmamento. Un número importante de las estrellas visibles en el cielo nocturno son gigantes naranjas; como ejemplo, las tres estrellas más brillantes de la constelación de Antlia (α Antliae, ε Antliae e ι Antliae), son gigantes de este tipo.  De las 34 estrellas gigantes confirmadas a menos de 100 años luz del sistema solar, 18 son gigantes naranjas, lo que supone más de la mitad del total.
Desde 2002 se sabe que diversas gigantes naranjas albergan sistemas planetarios. Edasich (ι Draconis) fue la primera estrella de esta clase en donde se descubrió un planeta extrasolar, Iota Draconis b. Otros ejemplos notables son Pólux (β Geminorum), 4 Ursae Majoris, 11 Ursae Minoris, 14 Andromedae y 42 Draconis.

## Gigantes naranjas más cercanas a la Tierra
En la siguiente tabla figuran las doce gigantes naranjas más cercanas a la Tierra.
| Nombre            | Denominación de Bayer | Tipo espectral | Distancia (años luz) | Radio (RSol) |
| ----------------- | --------------------- | -------------- | -------------------- | ------------ |
| Pólux             | β Geminorum           | K0 IIIb        | 33,7                 | 10           |
| Arturo            | α Bootis              | K1.5 IIIpe     | 36,7                 | 25           |
| Menkent           | θ Centauri            | K0 IIIb        | 60,9                 | 11           |
| Ni2 Canis Majoris | ν2 Canis Majoris      | K1 III*        | 64,7                 | 6            |
| Aldebarán A       | α Tauri A             | K5 III         | 65,1                 | 44           |
| Wei A             | ε Scorpii A           | K2.5 IIIb      | 65,4                 | 15           |
| Hamal             | α Arietis             | K1-2 III       | 65,9                 | 15           |
| Ni Octantis A     | ν Octantis A          | K0 IIIb        | 69,1                 | 6,3          |
| Unukalhai A       | α Serpentis A         | K2 IIIb        | 73,2                 | 15           |
| Kaus Borealis     | λ Sagittarii          | K0-2 IIIb      | 77,3                 | 11           |
| Ankaa A           | α Phoenicis A         | K0 IIIb        | 77,4                 | 11           |
| Cebalrai          | β Ophiuchi            | K2 III         | 82,0                 | 12,5         |

* En la base de datos SIMBAD, Ni2 Canis Majoris aparece clasificada como subgigante.
Fuente: Giant and subgiant stars within 100 ly. Solstation 